# سونیک شافل
سونیک شافل (به انگلیسی: Sonic Shuffle) یک بازی جمعی با مضمون سونیک خارپشت است که توسط سگا توسعه‌یافته و در سال ۲۰۰۰ برای دریم‌کست منتشر گردید.

## گیم‌پلی
سونیک شافل یک بازی گروهی برای حداکثر چهار بازیکن است که مکانیک شبیه به بازی‌های رومیزی دارد و سبک بازی آن مشابه سری ماریو پارتی است. داستان بازی در دنیایی خیالی به نام مگی نری ورلد اتفاق می‌افتد، جایی که یک پری از سونیک خارپشت، تیلز، ناکلز اکیدنا و ایمی رز می‌خواهد تا با جمع‌آوری سنگ‌های قیمتی به او کمک کنند تا دنیا را از شر ویلن اصلی بازی به نام ووید نجات دهد.
بازیکنان می‌توانند یکی از این چهار شخصیت را انتخاب کنند یا اگر قفل باز شده باشد، به عنوان بیگ د کت، ای-۱۰۲ گاما، سوپر سونیک یا یک چائو بازی کنند. هر شخصیت توانایی‌های منحصر به فردی برای حرکت در صفحه بازی دارد.
هدف اصلی بازی جمع‌آوری بیشترین تعداد سنگ‌های قیمتی است. بازیکنان در نوبت خود با استفاده از کارت‌هایی که در اختیار دارند، روی صفحه حرکت می‌کنند. هر بازیکن هفت کارت دارد که فقط از طریق صفحه نمایش کنترلر خود (VMU) می‌تواند آن‌ها را ببیند و دیگر بازیکنان از محتوای کارت‌های او بی‌خبرند. در نوبت حرکت، بازیکن می‌تواند یکی از کارت‌های خود را بازی کند یا به صورت تصادفی کارتی از دست بازیکن دیگری انتخاب کند. برخی کارت‌ها امکان دزدیدن کارت‌ها، تعویض دست با بازیکن دیگر یا حرکت بین یک تا هفت خانه را از طریق یک سیستم شبیه به ماشین‌اسلات فراهم می‌کنند. همچنین کارتی وجود دارد که دکتر اگمن را فراخوانی می‌کند و او یا حلقه‌های بازیکن را می‌دزدد یا جای او را با بازیکن دیگری عوض می‌کند.
روی صفحه بازی خانه‌های مختلفی وجود دارد. بیشتر آن‌ها تعداد حلقه‌های بازیکن را افزایش یا کاهش می‌دهند. حلقه‌ها می‌توانند در فروشگاه‌های مخصوص برای خرید قدرت‌افزاهایی به نام فورس جولز استفاده شوند. این سنگ‌ها مزایای مختلفی مانند انتخاب چند کارت در یک نوبت یا انتقال به محل بازیکنان دیگر را ارائه می‌دهند. خانه‌های نبرد، بازیکن را وارد یک بازی کارتی کوتاه با دشمن می‌کنند. همچنین همیشه یک خانه وجود دارد که سنگ قیمتی در آن قرار دارد و با جمع‌آوری آن، سنگ دیگری در جای دیگری از صفحه ظاهر می‌شود.
خانه‌های مینی‌گیم بخش دیگری از بازی هستند که یک بازی کوتاه تصادفی را شروع می‌کنند. برخی از این مینی‌گیم‌ها به صورت تکنفره و داستان‌محور هستند که در آن بازیکن باید به سوالاتی پاسخ دهد تا حلقه یا سنگ کسب کند یا در صورت پاسخ اشتباه آن‌ها را از دست بدهد. مینی‌گیم‌های چندنفره تنوع زیادی دارند؛ بعضی از آن‌ها به صورت هر بازیکن برای خود، برخی دو در مقابل دو و بعضی دیگر یک در مقابل سه طراحی شده‌اند.